# Noël Béda
Pour les articles homonymes, voir Béda, Bédier et Beda.
Noël Béda, Noël Bédier ou Novel Beda est un théologien français né vers 1470 et mort le 8 janvier 1537 au Mont-Saint-Michel.
Il fut professeur de théologie, principal du collège de Montaigu de 1504 à 1513, et doyen de la faculté de théologie de la Sorbonne. Il est principalement connu pour sa lutte contre les penseurs humanistes de la Renaissance. Chargé par la Sorbonne d'examiner la conformité de doctrine de la paraphrase d’Érasme sur l'Évangile de Luc, il y releva une cinquantaine de propositions condamnables.

## Note
1. ↑  Cf. C. Blum, A. Godin et al., Érasme, Laffont, coll. « Bouquins », 2000, 1244 p. (ISBN 978-2-221-05916-6), « Correspondance », p. 1112.